# Phora adducta
Phora adducta är en tvåvingeart som beskrevs av Schmitz 1955. Phora adducta ingår i släktet Phora och familjen puckelflugor. Inga underarter finns listade i Catalogue of Life.